# Liebenau (Graz)
Liebenau ist der 7. Stadtbezirk der steirischen Landeshauptstadt Graz.
Er besteht aus den Katastralgemeinden Engelsdorf, Graz Stadt-Thondorf, Liebenau, Murfeld und Neudorf.

## Lage
Er grenzt im Norden an den 6. Bezirk Jakomini und im Osten an den 8. Bezirk St. Peter. Die Westgrenze zum 17. Bezirk Puntigam bildet die Mur.

## Geschichte
Der Name leitet sich von lieb(lich)e Au ab. Eine Verbindung mit der Grafschaft L(i)ebenau ist unbewiesen.

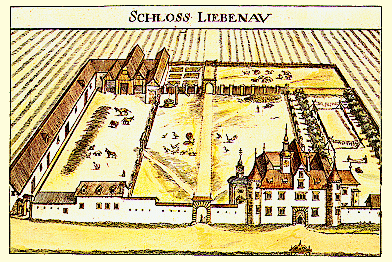
Schloß Liebenau (Ende 17. Jhd.), später Kadettenschule

Über das Jahr 1531 wird berichtet, dass Sultan Suleiman mit seinem türkischen Heer beim Einfall in die Steiermark in der Nacht vom 11. zum 12. September sein Lager in Liebenau aufschlug, das er danach abbrennen ließ. Im Schutz des Morgennebels überquerte er dann die Mur und griff die Murvorstadt an.
Der Bezirk Liebenau entstand 1946 aus mehreren Gemeinden, die erst im Jahre 1938 in das Grazer Stadtgebiet integriert worden sind. Das heutige Liebenau setzte sich damals aus den Gemeinde(teile)n zusammen, die heute noch die Katastralgemeinden bilden. Namensgebend war das alte Liebenau, das bis 1648 Vatersdorf hieß und 1164 erstmals erwähnt wurde. Weiters kam ein Teil der ehemaligen Gemeinde Thondorf, in den Bezirk, deren Ortschaft heute in der Nachbargemeinde Gössendorf liegt.
In Liebenau befand sich ein Barackenlager, das in der Zeit des Nationalsozialismus als eines der größten Grazer Internierungslager verwendet wurde. Es war als „Lager V“ bezeichnet und wurde als Zwischenstation der Todesmärsche von ungarischen Juden verwendet. In der Zeit nach dem Zweiten Weltkrieg wurde diese Anlage als Flüchtlingslager „Am Grünanger“ verwendet. Auf seinem Gelände wurden 60 Leichen gefunden, die Zahl der tatsächlich Verstorbenen wird höher eingeschätzt. Es wird nicht ausgeschlossen, dass in diesem Gebiet noch weitere Gräber liegen. So wurden z. B. beim Bau des gesetzlich vorgeschriebenen Schutzkellers für einen Kindergarten im Jahr 1992 Knochen gefunden, woraufhin dieses Vorhaben abgebrochen wurde und der Kindergarten ohne Keller fertiggestellt wurde. Im Juli 1947 kaufte die Stadt Graz das Lagergelände von der Steyr Daimler Puch AG.
Ab 1941 wurde auf 300.000 m² enteigneten landwirtschaftlichen Grundstücken das Werk Thondorf der Steyr Daimler Puch AG im Rahmen der Hermann-Göring-Werke errichtet. Als Rüstungsbetrieb, der vor allem Flugzeugmotoren und Panzerwagen produzierte, war das Werk ein wichtiges Ziel alliierter Bomber. Davon zeugt noch heute der gewaltige Bunker für 3.000 Personen, welcher mitten im Werksgelände errichtet worden war. Bei einem Bombenangriff am 26. Juli 1944 kamen im Barackenlager Liebenau 88 Personen, meist Fremdarbeiter, ums Leben. Bei Kriegsende war das Werk weitgehend zerstört und konnte erst 1952 wieder die Produktion aufnehmen.
1982 wurde im Rahmen der Unterschutzstellung der Zone IV (historische Vororte) des Altstadterhaltungsgesetzes 1980 der Teil von Alt-Liebenau um die ehemalige Kadettenschule unter Schutz gestellt.

## Kultur und Sehenswürdigkeiten

### Bauwerke
- Evangelische Erlöserkirche, Raiffeisenstraße 166, 8041 Graz
- Graz-Süd (Christus der Auferstandene)
- Graz-Liebenau (St. Paul)
- Graz-Thondorf (St. Christoph)
- ehem. Barackenkirche Mariä Verkündigung (1992 umgestaltet als Kommunikationszentrum; unter Denkmalschutz)
- Merkur Arena (Fußballstadion) und Eisstadion Graz-Liebenau – Das Liebenauer Stadion hieß von 1997 bis 2006 Arnold Schwarzenegger Stadion und von 2006 bis 2016 UPC-Arena.
  - Es wurde 1998 mit dem Stadionturm und einem Bürozentrum zu einem Ensemble ergänzt[14], das dem Stadionvorplatz (seit 2023 Ivica-Osim-Platz) eine gewisse Zentrumsfunktion verleihen sollte.
- Das Hauptgebäude des BG/BORG Graz Liebenau wurde im Jahr 1854 auf dem Areal des ehemaligen Schlosses Liebenau erbaut. Zu k.u.k-Zeiten war es eine Kadettenschule und wurde mit dem Fall der Monarchie auf den Namen Bundeserziehungs Anstalt umbenannt.[15] Das heutige BG Graz Liebenau beherbergt unter anderem die SK Sturm Graz-Akademie.

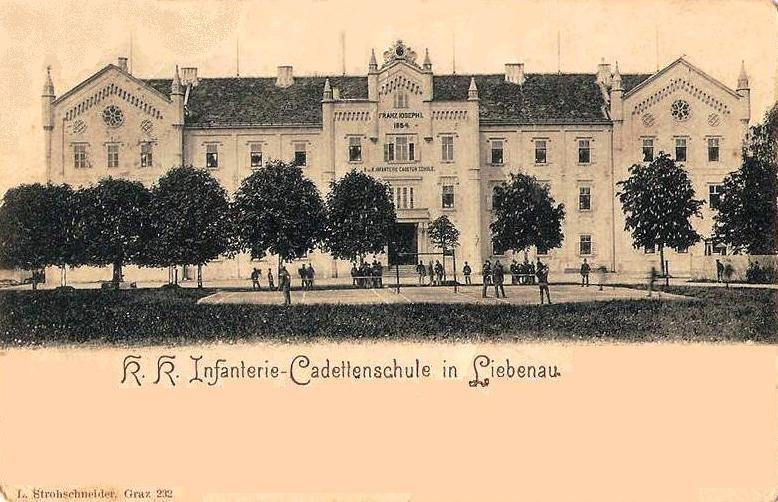
Cadettenschule um 1900
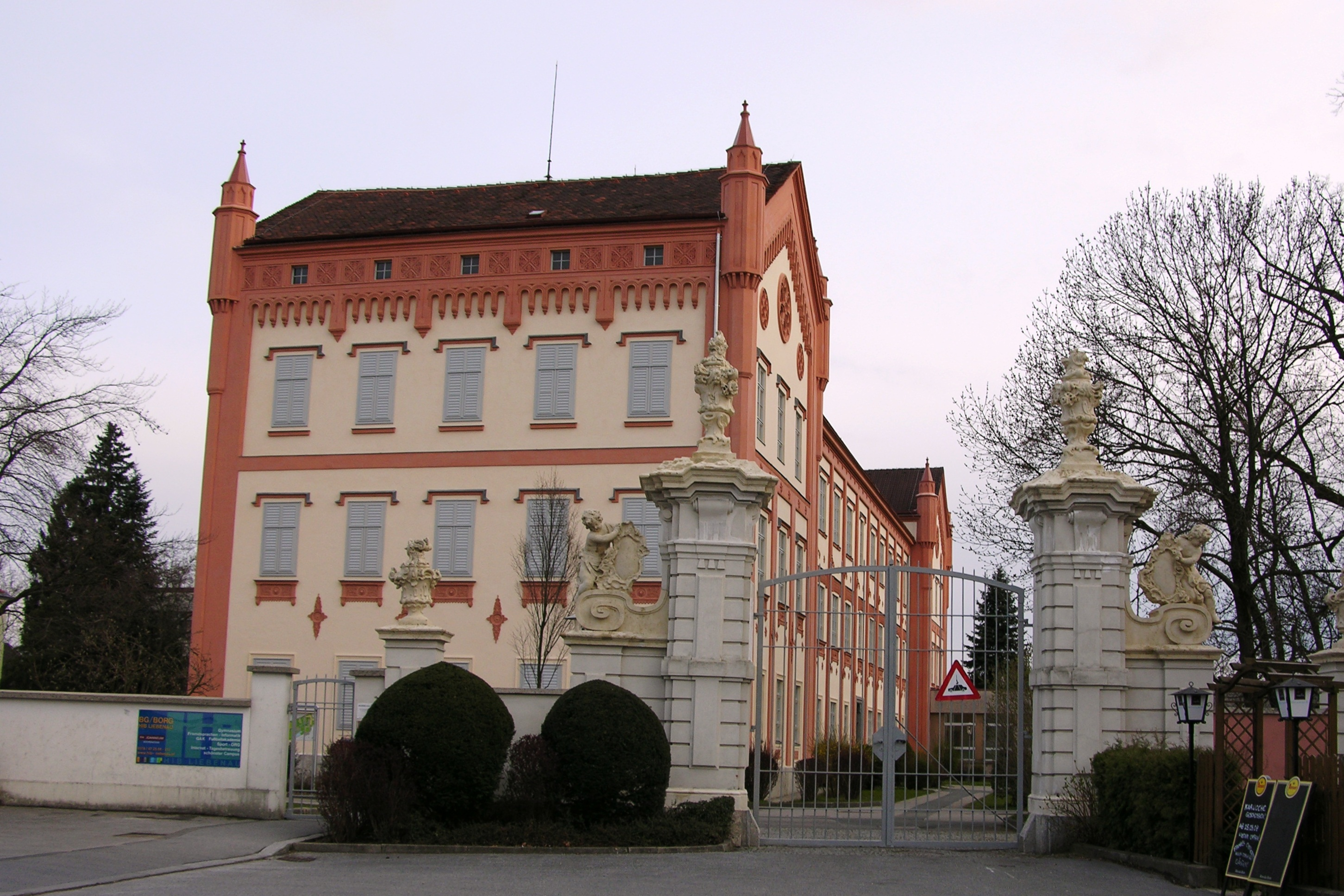
ehem. Kadettenschule, BG/BORG Graz Liebenau (2008)
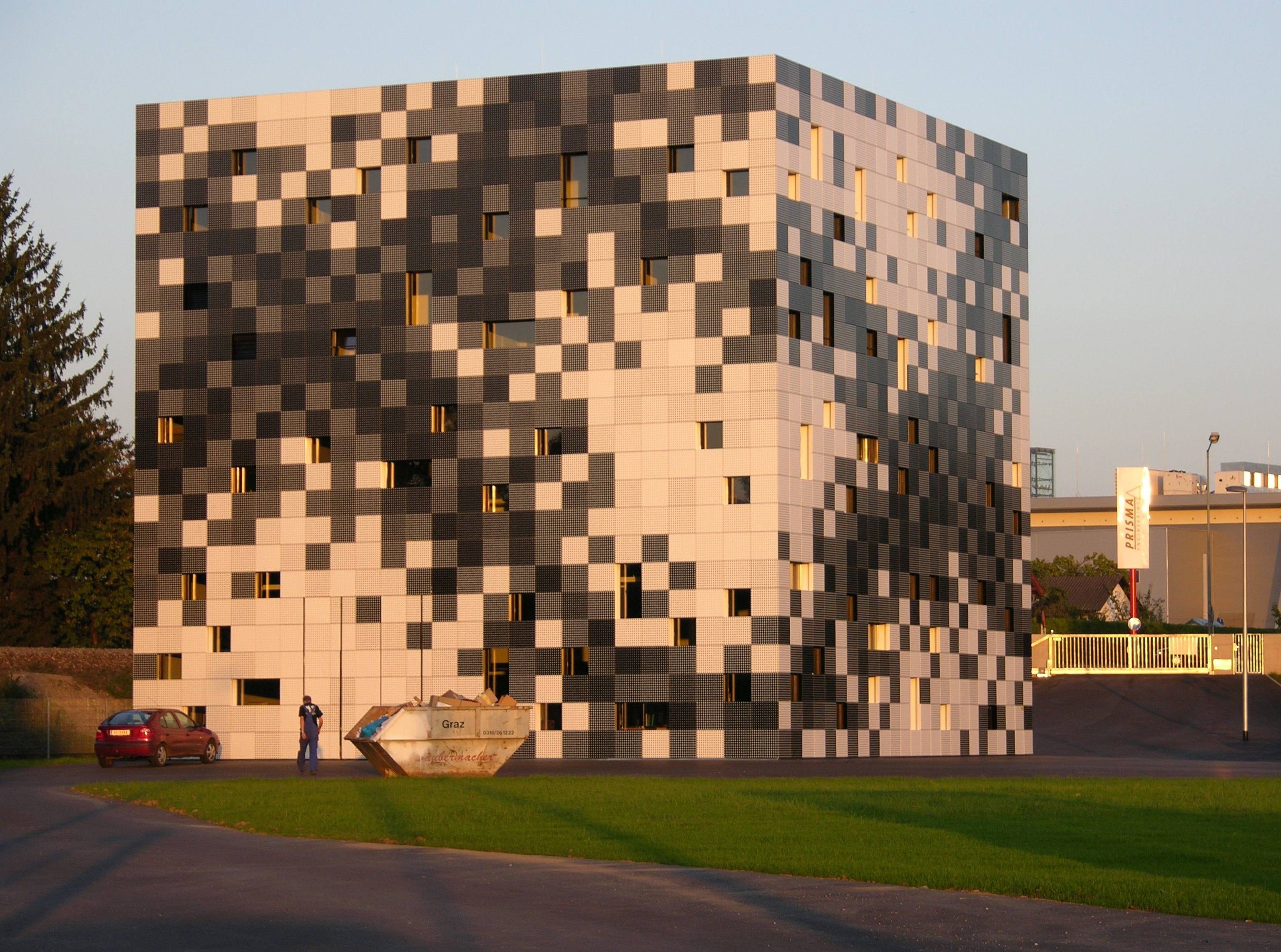
„Frog Queen“ der Grazer Gruppe „SPLITTERWERK“ als Headquarters von „Prisma Engineering“
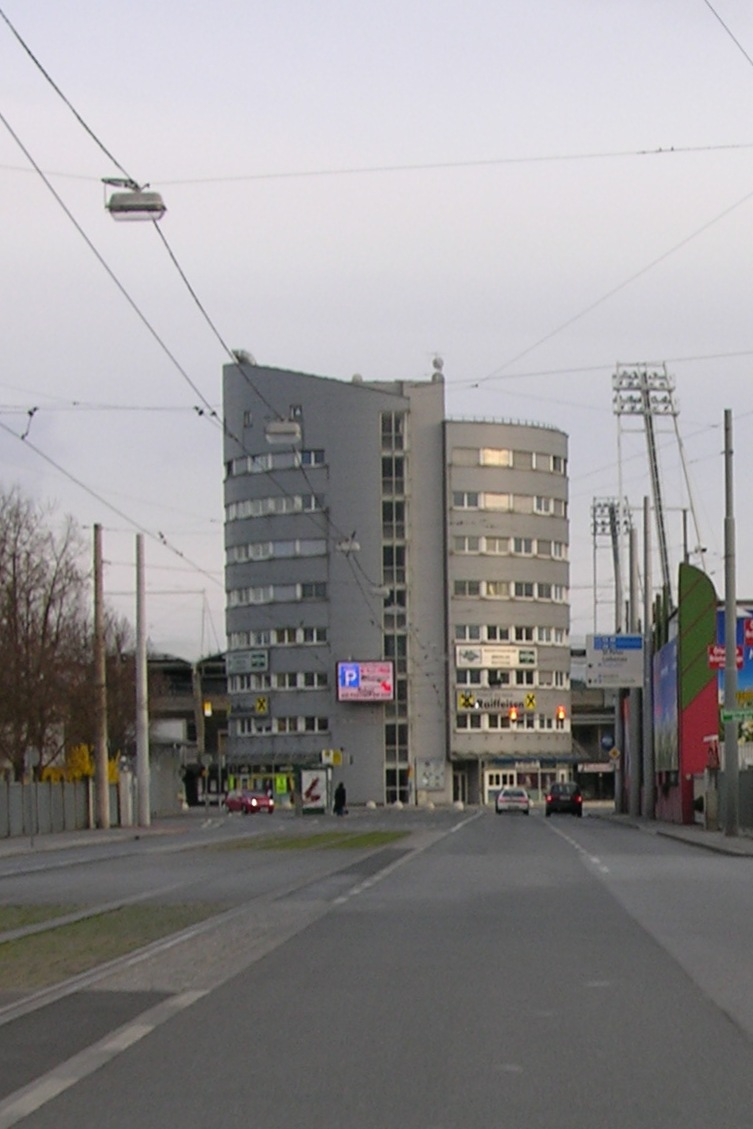
Stadionturm
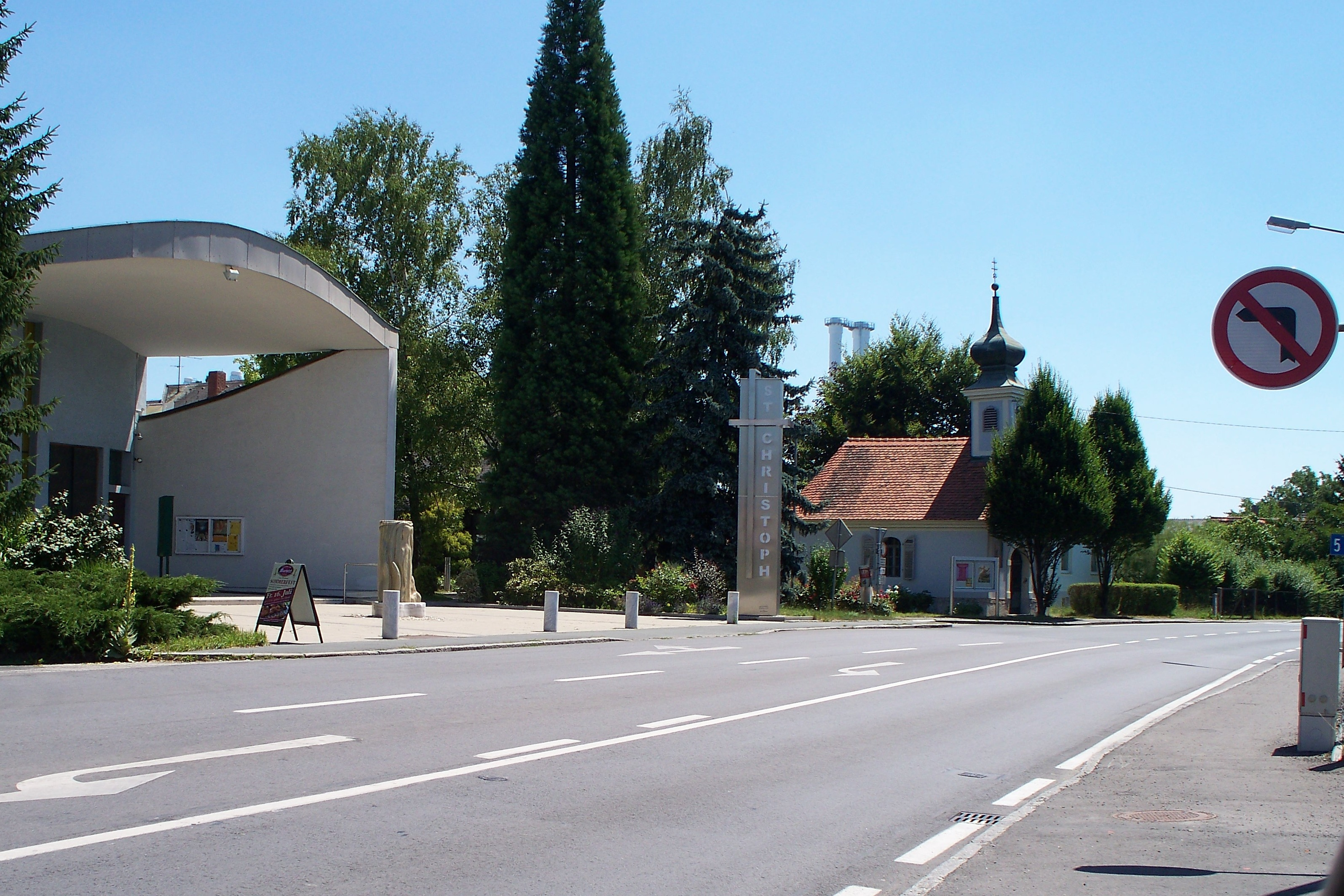
Pfarrkirche St. Christoph mit Kapelle
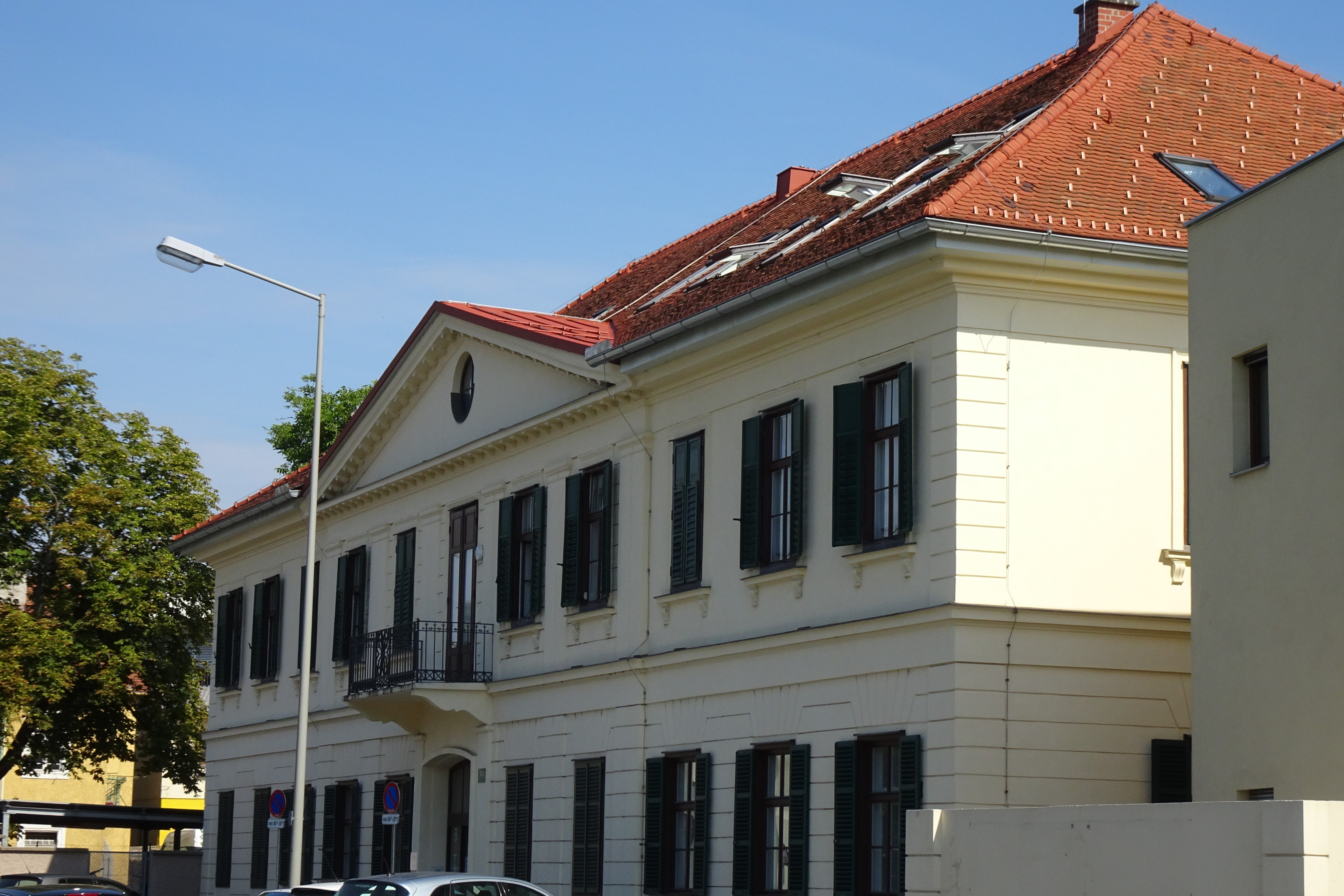
Ehemaliges Postamt, eine spätklassizistische Villa aus den 1830ern

## Wirtschaft und Infrastruktur

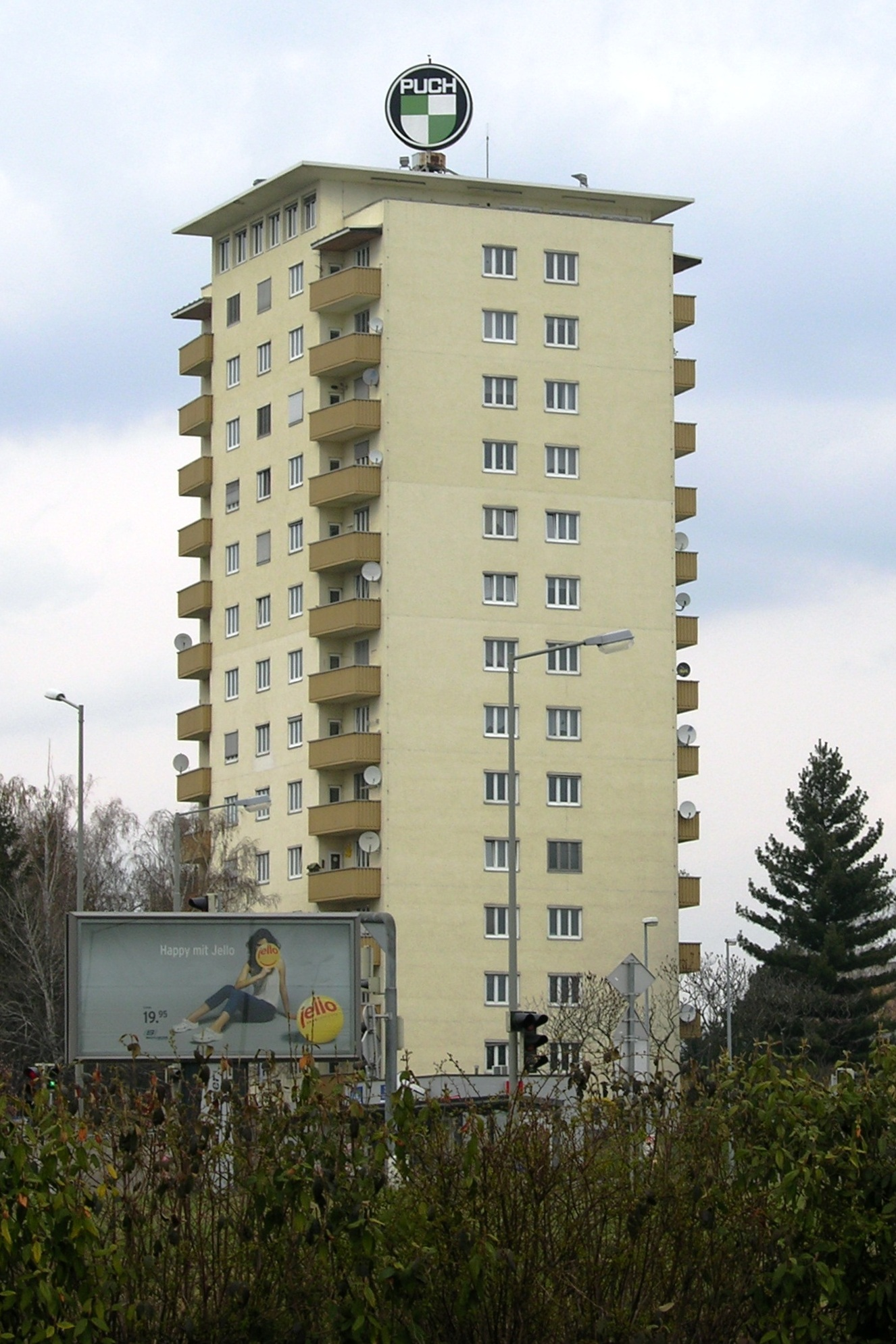
Eines der Wahrzeichen von Liebenau: Das Puch-Hochhaus vor dem ehem. Puchwerk-Haupteingang

In Liebenau gibt es neben alteingesessenen Handwerks- und Landwirtschaftsbetrieben, Industriebetriebe (MAGNA) und Gewerbezonen mit neuen Einkaufszentren (Einkaufszentrum Murpark mit rund 36.000 m², Einkaufszentrum Ost).
Im Süden des Bezirkes befindet sich auf dem Areal der ehemaligen Puch-Werke einer der wichtigsten Produktionsstandorte der Magna Steyr Fahrzeugtechnik.

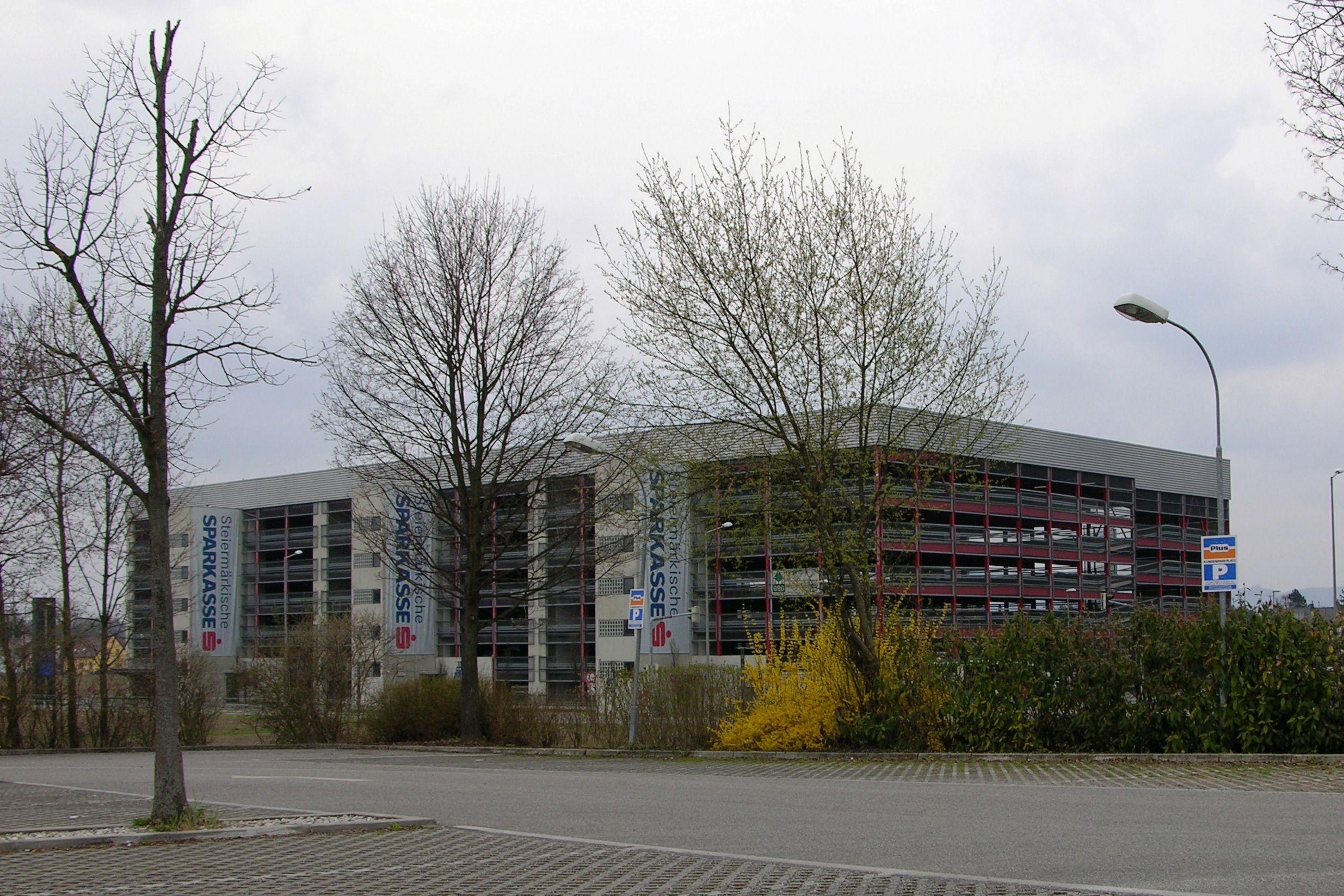
Parkhaus Liebenau
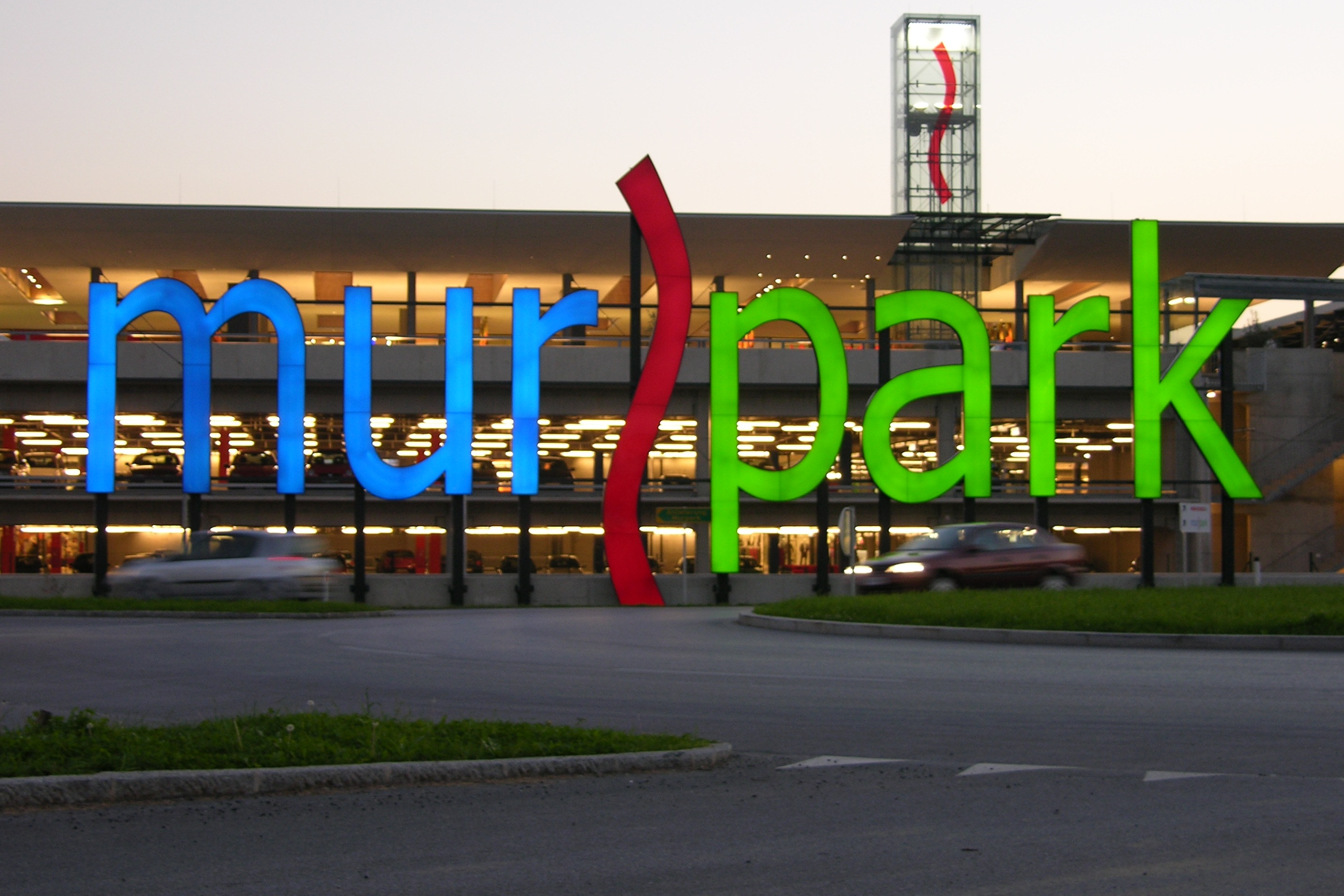
Murpark (2007)
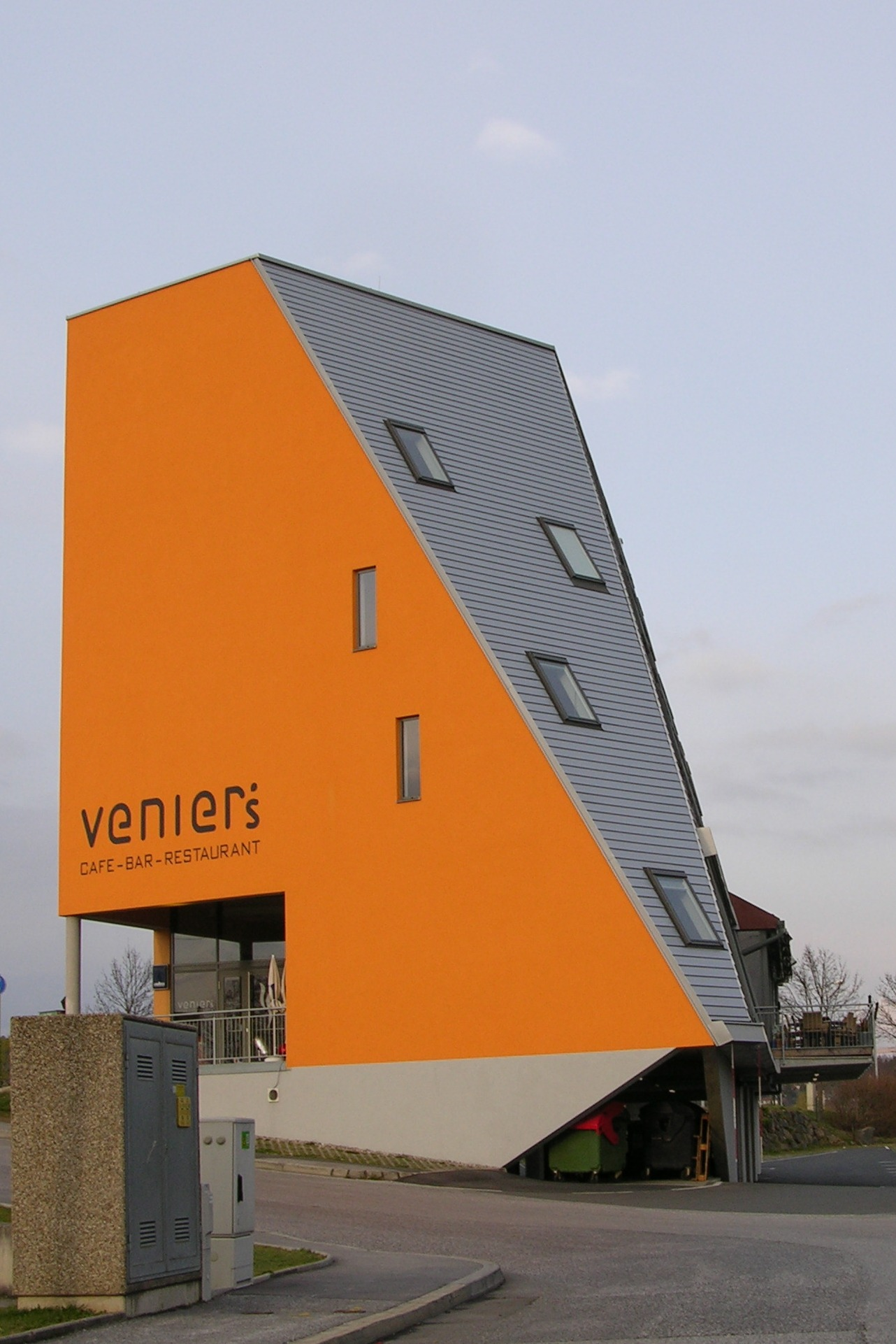
Modernes Gebäude am Liebenauer Gürtel

### Verkehr
1925 erreichte die Straßenbahn die Bezirksgrenze. Von 1952 bis 1964 wurde eine O-Bus-Linie von der Straßenbahn-Endstation Liebenau bis Thondorf geführt, die dann auf Autobus umgestellt wurde.
Öffentliche Verkehrsmittel: Der Bezirk bietet Anschlüsse an folgende Linien der GVB (Graz AG Verkehrsbetriebe): Straßenbahnlinie 4 (ab 19:00 sowie an Sonn- und Feiertagen: Straßenbahnlinie 13), Autobuslinien 34, 64 und 74 sowie an die Nacht-Autobuslinie (Nightline) N4. Der wichtigste Knotenpunkt des öffentlichen Nahverkehrs liegt seit April 2007 beim Einkaufszentrum Murpark.
Park & Ride: Erreichbar entweder über den Autobahnzubringer Graz Ost bei der Ausfahrt Einkaufszentrum Murpark direkt neben dem Murpark-Einkaufszentrum. Die Anbindung an das öffentliche Nahverkehrsnetz erfolgt über die Straßenbahnlinien 4 und 13 in Richtung Stadtzentrum sowie über die Buslinien 64 und 74. An der südlichen Stadtausfahrt, unmittelbar vor dem Magna Werk, befindet sich das Parkhaus Thondorf der Stadt Graz mit Anbindung an die Buslinie.
Autobahn: Die Süd Autobahn A 2 bildet quasi die südliche Grenze des Bezirks. Liebenau ist von ihr aus binnen weniger Minuten über die Ausfahrt Graz Ost erreichbar, welche den Bezirk durchschneidet.

### Schulen
- Volksschule Engelsdorf, eröffnet 1893[6]
- Volksschule Liebenau
- Volksschule Murfeld, eröffnet 1970[6]
- Mittelschule Dr. Renner, eröffnet 1951,[6] UNESCO-Schule, Pädagogischer Panther 2000[17]
- Mittelschule Engelsdorf
- BG/BORG Graz Liebenau (Höhere Internatsschule des Bundes, ehem. Bundeserziehungsanstalt, vormals Kadettenschule)[18]

## Persönlichkeiten
Söhne und Töchter des Bezirks
- Franz Buxbaum (* 25. Februar 1900 in Liebenau; † 7. Februar 1979 in Fürstenfeld), österreichischer Botaniker
- Ignaz Reiterer, Goldmedaillengewinner als Mitglied der steirischen Eisschützenmannschaft im Vorführbewerb der Olympischen Winterspiele 1936 in Garmisch-Partenkirchen[6]
- Karl Schneider-Manns Au (* 10. September 1897 in Liebenau; † 29. Oktober 1977 in Salzburg), Politiker und Bürgermeister-Stellvertreter der Stadt Salzburg.
- Hans von Zois, eigentlich Johann Gustav Adolf von Zois-Edelstein (14. November 1861–5. Jänner 1924), Musiker und Komponist[6]
- Christoph Leitgeb, (* 14. April 1985), österreichischer Fußballspieler

Mit Liebenau verbundene Personen
- Svetozar Boroević von Bojna (13. Dezember 1856–23. Mai 1920), Feldmarschall im Ersten Weltkrieg war Zögling der Kadettenschule.
- Rudolf Stöger-Steiner von Steinstätten (* 26. April 1861 in Pernegg an der Mur; † 12. Mai 1921 in Graz), war k.u.k Generaloberst und letzter Kriegsminister von Österreich-Ungarn und Zögling der Kadettenschule.[19]
- Viktor Weber von Webenau (13. November 1861–6. Mai 1932), General der österreich-ungarischen Armee im Ersten Weltkrieg und Vorsitzender der Waffenstillstandskommission (Österreich-Ungarn : Entente/Italien) war Zögling der Kadettenschule.
- Walter Koschatzky (17. August 1921–9. Mai 2003), war Absolvent des Realgymnasiums Bundeserziehungsanstalt Liebenau
- Walter Wolf (Unternehmer) (* 5. Oktober 1939 in Graz Liebenau) ist ein austro-kanadischer Unternehmer und ehemaliger Rennstallbesitzer
- Gert Steinbäcker (* 27. November 1952 in Graz), Sänger, war Schüler der BEA Liebenau.

## Trivia
- Liebenau hieß eine Lokomotive der kkStB (kkStB 15)